# Louis-Charles Verwée
Pour les articles homonymes, voir Verwée.

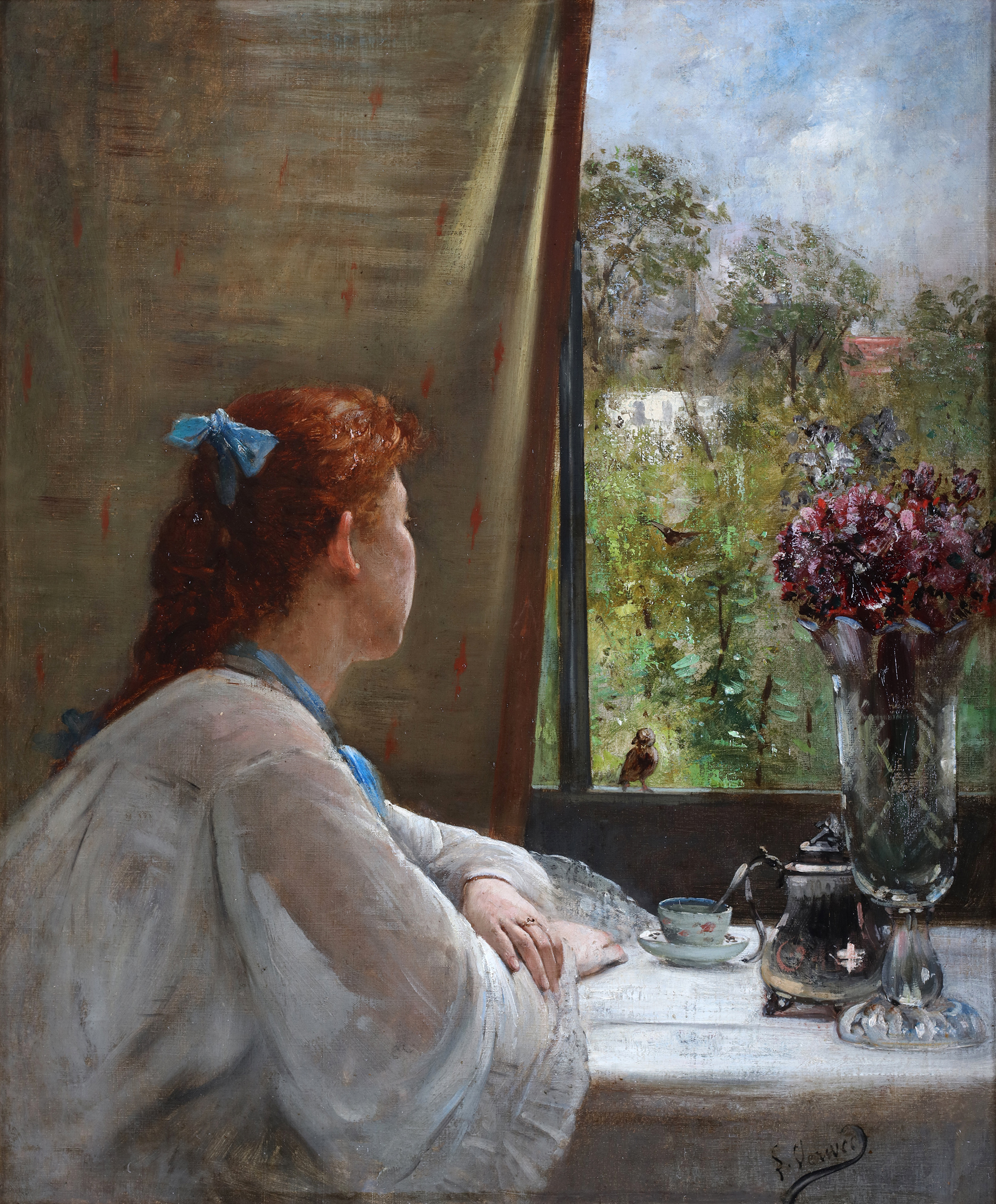
Un moment de réflexion (collection belge).

Louis-Charles Verwée est un peintre belge né à Bruxelles le 3 juillet 1832 et décédé à Saint-Josse-ten-Noode le 9 juillet 1882.

## Biographie
Louis-Charles Verwée est le fils de l'artiste peintre Louis-Pierre Verwée et le frère ainé du peintre Alfred Verwée.